# Idiurus macrotis
L'idiuro dalle grandi orecchie (Idiurus macrotis Miller, 1898) è un mammifero roditore della famiglia degli Anomaluridi.

## Distribuzione
Con cinque sottospecie (Idiurus macrotis cansdalei, Idiurus macrotis kivuensis, Idiurus macrotis langi, Idiurus macrotis macrotis, Idiurus macrotis panga) questa specie occupa un areale diviso in due parti: una popolazione è diffusa in Sierra Leone, Liberia, Costa d'Avorio e Ghana, mentre l'altra vive in Camerun, Gabon e Congo.
Il suo habitat è rappresentato dalle foreste pluviali primarie, ma la specie si adatta a vivere anche nelle piantagioni e nelle foreste pluviali secondarie.

## Descrizione

### Dimensioni
Misura fino a 20 cm di lunghezza (dei quali più della metà spetta alla coda), per un peso massimo di 30 g.

### Aspetto
Il pelo, lungo e sericeo, è di colore bruno chiaro, con macchioline grigio-argentee sul dorso. La lunga coda è quasi del tutto glabra, con presenza di una rada peluria giallastra intercalata sporadicamente da lunghe setole: le orecchie sono nerastre, mentre dal naso alla base di esse è presente una banda di colore bruno scuro che copre anche la parte superiore degli occhi. Come tutti gli anomaluridi, anche in questa specie sono presenti nel terzo prossimale inferiore della coda due file di squame cornee, che l'animale utilizza come fonte d'attrito per fermarsi durante gli atterraggi dalle planate, rese possibili dalla presenza di un patagio fra i gomiti delle zampe anteriori ed i talloni di quelle posteriori, e fra queste ultime e la base della coda.

## Biologia
Si tratta di animali dalle abitudini principalmente crepuscolari e notturne, che durante il giorno riposano in cavità dei tronchi d'albero che vengono occupati anche per molti anni di seguito e che occasionalmente possono essere condividsi con chirotteri od altri anomaluridi.

Al calare della notte, gli animali si svegliano e, dopo una mezz'ora passata a stiracchiarsi e a correre su e giù per il tronco dell'albero sul quale è posto il nido, si muovono singolarmente alla ricerca del cibo, coprendo distanze pari a quasi un km per notte. Non scendono mai al suolo se non vi sono costretti, e quando lo fanno si muovono a goffi saltelli, a causa dell'impaccio provocato dalla presenza del patagio.

### Alimentazione
Si tratta con tutta probabilità di animali erbivori, che però di tanto in tanto integrano la propria dieta con insetti ed altri piccoli invertebrati: non si hanno tuttavia prove certe della loro dieta, in quanto mancano osservazioni sul campo.

### Riproduzione
Sembrerebbe esserci un picco delle nascite alla fine della stagione delle piogge: i parti sono solitamente unipari, ossia al termine della gravidanza nasce un unico cucciolo, che come negli altri anomaluridi è già ben sviluppato. Tuttavia, poco o niente si sa delle abitudini riproduttive di questa specie.